# 兪鴻鈞
兪 鴻鈞（ゆ こうきん、1898年1月4日〈光緒23年12月12日〉 - 1960年〈民国49年〉6月1日）は中華民国（台湾）の政治家・ジャーナリスト。国民政府における財政部門の要人として知られ、中華民国政府の台湾への移転後には行政院長も務めた。

## 事績

### 日中戦争までの活動
1915年（民国4年）、上海民生中学を卒業し、上海聖ヨハネ大学に進学した。在学中に校報『約翰声』総編輯を務めている。1919年（民国7年）に同大学を卒業後、助教となり、さらに中学部で教鞭を執った。まもなく、『大陸晩報』の英文記者となっている。
1927年（民国16年）、兪鴻鈞は外交部長陳友仁の英文秘書として起用される。しかし、まもなく辞職して上海に戻り、上海市政府で英文秘書となった。このとき、宣伝科科長も兼ね、『市政周刊』の主編を務めている。後に上海市政府の財政局局長代理、秘書長代理を歴任し、1932年（民国21年）4月、正式に秘書長に任ぜられた。1936年（民国25年）、上海市長代理となり、翌1937年（民国26年）7月、正式に市長に昇進している。
まもなく第二次上海事変が勃発し、兪鴻鈞は上海市長として当事者となり、日本との交渉も行った。上海から撤退した後は、中央信託局常務理事、駐香港弁理外交事務となる。1941年（民国30年）6月、財政部政務次長に任ぜられ、8月には外匯管理委員会常務委員も兼任した。1944年（民国33年）11月、財政部部長に昇進し、さらに中央銀行経済研究処処長も兼任している。翌1945年（民国34年）5月、中国国民党第6期中央執行委員に選出され、7月には中央銀行総裁も兼任した。

### 国共内戦期、台湾時代

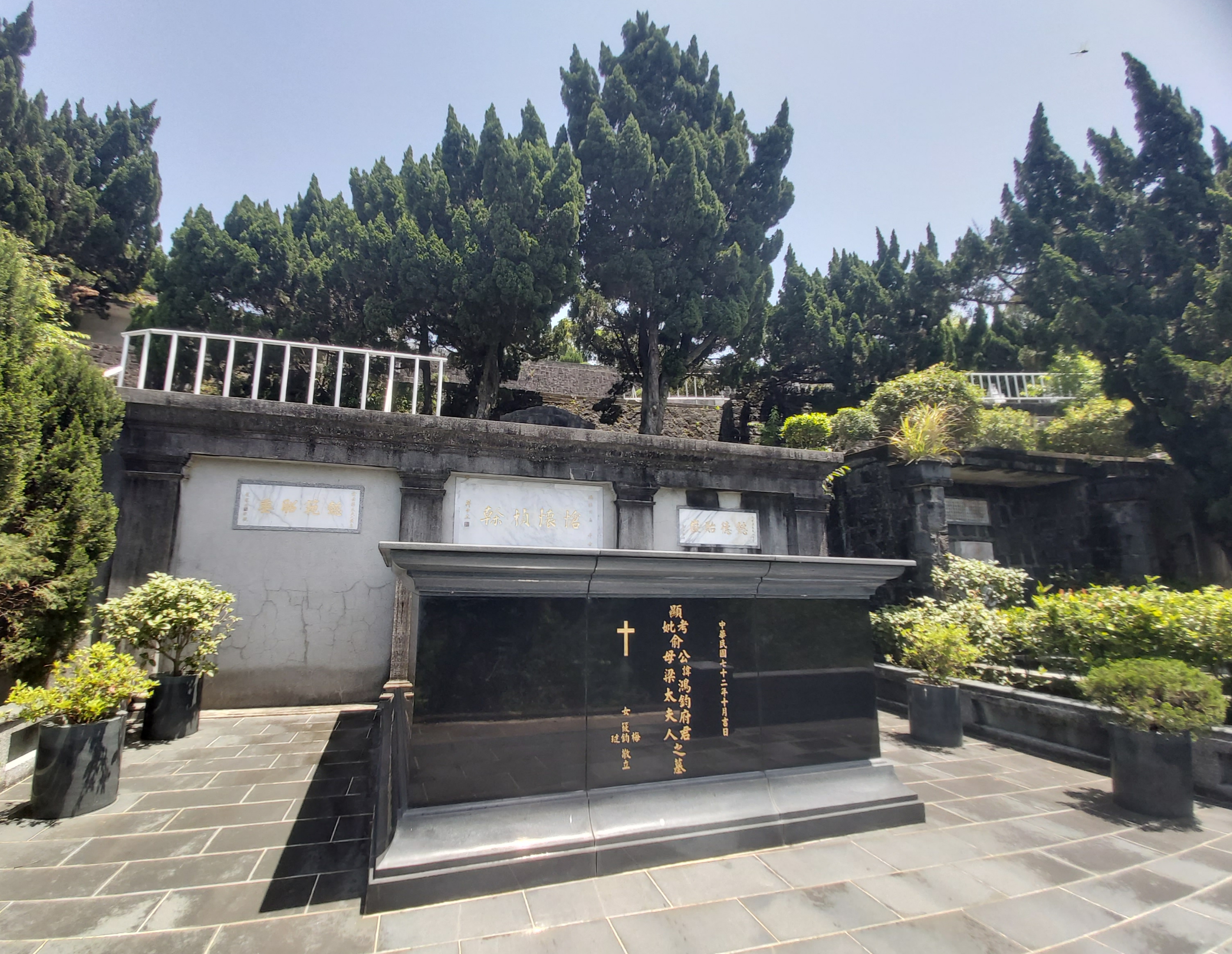
兪鴻鈞の墓（台北市）

戦争終結後の同年12月、ソ連との間での東北三省における財政問題につき、兪鴻鈞が全権代表を務めた。翌年3月、国際通貨基金（IMF）と国際復興開発銀行（IBRD）の理事を務めている。同年6月、国民政府最高経済委員会委員となった。1948年（民国37年）5月、財政部長を辞任し、中央銀行総裁専任となる。まもなく幣制改革として金円券発行などに取り組んだが、結局は失敗に終わった。同年8月には、経済管制委員会上海区督導員も務めている。翌年1月、総裁から罷免され、中央銀行理事会常務理事に転じた。
国共内戦末期に兪鴻鈞は台湾へ逃れた。1950年（民国39年）8月、国民党中央改造委員会財務委員会主任委員に任ぜられる。1952年（民国41年）10月、国民党第7期中央委員に選出され、中央財務委員会主任委員となった。1953年（民国42年）4月、台湾省政府主席に任命され、さらに経済安定委員会を主管した。翌1954年（民国43年）6月、行政院長に昇進している。1957年（民国46年）10月、国民党第8期中央常務委員に選出された。1958年（民国47年）7月に行政院長を退いた後も、中央銀行総裁や交通銀行・農民銀行の董事長を兼任し、引き続き金融政策に従事した。
1960年（民国49年）6月1日、台北市にて病没。享年63。